# Morge (Isère)
Die Morge ist ein Fluss in Frankreich, der im Département Isère in der Region Auvergne-Rhône-Alpes verläuft. Sie entspringt im Gemeindegebiet von Saint-Aupre im Regionalen Naturpark Chartreuse, entwässert generell in südwestlicher Richtung und mündet nach rund 35 Kilometern im Gemeindegebiet von Poliénas als rechter Nebenfluss in die Isère. Auf den letzten acht Kilometern verläuft die Morge unter dem Namen Canal de la Morge in knappem Abstand zwischen der Autobahn A49 und dem Fluss Isère.

## Orte am Fluss
(Reihenfolge in Fließrichtung)
- Saint-Aupre
- Saint-Étienne-de-Crossey
- Voiron
- Saint-Jean-de-Moirans
- Moirans